# Андрей Первозванный (броненосец)
Андрей Первозванный — эскадренный броненосец типа «Андрей Первозванный», с 10.10.1907 г. — линейный корабль («преддредноутного типа») русского флота. Заложен 28 апреля 1905 года на Адмиралтейском судостроительном заводе (г. Санкт-Петербург), конструктор — корабельный инженер Скворцов. Спущен на воду 7 октября 1906 года, вступил в строй в мае 1912 года.

## История создания
В ходе русско-японской войны, вдали от её театров боевых действий, в России продолжалось строительство новых кораблей. Не дожидаясь утверждения 10-летней кораблестроительной программы, представленной Николаю II Морским министром в 1904 году, на освободившихся стапелях Галерного островка Адмиралтейского завода и Балтийского завода были заложены новые однотипные эскадренные броненосцы (ЭБ) «Андрей Первозванный» и «Император Павел I». Фактически это было продолжение конструкции французских броненосцев образца 1891 года, реализованное в линейке «Цесаревич» — «Слава», отличаясь от них удлинённым корпусом с прямыми, а не заваленными бортами, а также 14-ю 203-мм пушками вместо 12-и 152-мм пушек, что формально означало некоторое увеличение боевой мощности корабля. Корабль был построен без учёта уже полученного боевого опыта применения русских броненосцев: не был проведен анализ боя 28 июля, не был осознан опыт английского турбостроения, не была понята принципиальная негодность артиллерийских систем Канэ. В результате броненосцы устарели ещё до начала постройки.
После окончания проигранной войны достройка затянулась почти до следующей войны. Усиление боевых свойств кораблей в процессе постройки не производилось, единственно — был установлен дополнительный тонкий броневой пояс над основным. Машины остались поршневыми маломощными и неэкономичными, основным вооружением остались орудия системы Канэ образца 1891 года и перевооружение на современные орудия Обуховского завода образца 1911 произведено не было.
Таким образом «Андрей Первозванный» и «Император Павел I» стали российскими представителями промежуточного класса т. н. «полудредноутов», такими как броненосцы «Лорд Нельсон» в Англии, «Дантон» во Франции, «Радецкий» в Австро-Венгрии, а также «Аки» и «Сацума» в Японии.

## Боевое применение
Участвовал в Первой мировой войне, прикрывал набеговые действия лёгких сил флота. 7 ноября 1917 года вошел в состав Красного Балтийского флота и 21 апреля 1921 года в состав Морских сил Балтийского моря. 5-10 апреля 1918 года совершил переход из Гельсингфорса в Кронштадт. Участвовал в гражданской войне (подавление восстания на форте «Красная Горка» 13—15 июля 1919 года); входил в состав действующего отряда кораблей.
18 августа 1919 года во время атаки Кронштадта английскими торпедными катерами «Андрей Первозванный» получил попадание в носовую часть левого борта торпедой, выпущенной с катера под командованием Гордона Стила. Повреждения оказались значительными (подводная пробоина, затоплено 4 помещения корабля, сдвинуты и частично вырваны несколько броневых плит, в экипаже 1 убитый и 2 раненых). После этого линкор был поставлен на восстановительный ремонт. В условиях послереволюционной разрухи он не был восстановлен. В годы гражданской войны 120-мм орудия корабля частично использовались на сухопутных фронтах, судах речных и озерных флотилий.
15 декабря 1923 года линкор был сдан Комгосфонду для демонтажа и разделки на металл и 8 февраля 1924 года исключен из списков судов Морских сил Балтийского моря. Впоследствии дальномеры и приборы управления артиллерийской стрельбой были установлены на мониторах Амурской флотилии.

## Командиры
- 10.05.1904 — хх.хх.1906 — капитан 1-го ранга Руднев, Всеволод Фёдорович
- 02.10.1906 — хх.хх.1907 — капитан 1-го ранга Новицкий, Павел Иванович
- 22.01.1907 — 18.06.1907 — капитан 1-го ранга Ергомышев, Константин Львович
- хх.хх.1907 — хх.хх.1908 — капитан 1-го ранга Бубнов, Михаил Владимирович[2]
- 01.06.1910 — 28.12.1911 — капитан 1-го ранга Шванк, Аллан Фёдорович
- 10.10.1912 — хх.06.1915 — капитан 2-го ранга (с 06.12.1912 капитан 1-го ранга) Зеленой, Александр Павлович
- 29.06.1915 — хх.03.1917 — капитан 1-го ранга Гадд, Георгий Оттович
- 17.03.1917 - 10.1917г. капитан 2 ранга (капитан 1 ранга за отличие с 28.07.1917г.)  Лодыженский Илья Ильич МК 1905г. (14.04.1885-12.1919).
- 04.1918 — 02.1919 — Галлер, Лев Михайлович
- 1920-хххх — Викторов, Михаил Владимирович

## Известные люди служившие на корабле
- Иван Тимофеевич Курёхин (1897—1951) — советский военный финансист, генерал-майор интендантской службы, в 1918-1921 годах служил на корабле сигнальщиком и баталером.
- Леонид Сергеевич Соболев (1898—1971) — русский советский писатель, в 1918 году служил на корабле штурманом.